# Rolf Lassgård
Rolf Holger Lassgård (Östersund, 29 marzo 1955) è un attore svedese.

## Biografia
È stato il primo attore a dare il volto al personaggio di Kurt Wallander, il commissario di polizia protagonista dei romanzi di Henning Mankell; ha interpretato il ruolo negli adattamenti televisivi dei primi nove romanzi della serie, realizzati dalla televisione svedese tra il 1995 e il 2007. Mankell gli ha dedicato la raccolta Piramide:
(Henning Mankell, Piramide)
Un altro ruolo ricorrente per Lassgård è quello di Gunvald Larsson, collega dell'ispettore Martin Beck, interpretato in varie trasposizioni cinematografiche dei romanzi di Maj Sjöwall e Per Wahlöö realizzate negli anni 1990.

## Filmografia

### Cinema
- Limpan, regia di Staffan Roos (1983)
- Kyrkkaffe, regia di Lars Johansson (1989)
- Önskas, regia di Lars Johansson (1991)
- Min store tjocke far, regia di Kjell-Åke Andersson (1992)
- Brandbilen som försvann, regia di Hajo Gies (1993)
- Colpo di fionda (Kådisbellan), regia di Åke Sandgren (1993)
- Polis polis potatismos, regia di Per Berglund (1993)
- Roseanna, regia di Daniel Alfredson (1993)
- Mannen på balkongen, regia di Daniel Alfredson (1993)
- Polismördaren, regia di Peter Keglevic (1994)
- Sommarmord, regia di Lars Molin (1994)
- Stockholm Marathon, regia di Peter Keglevic (1994)
- Petri tårar, regia di Erich Hörtnagl (1995)
- Jägarna, regia di Kjell Sundvall (1996)
- Sånt är livet, regia di Colin Nutley (1996)
- Sotto il sole (Under solen), regia di Colin Nutley (1998)
- Magnetisörens femte vinter, regia di Morten Henriksen (1999)
- Där regnbågen slutar, regia di Richard Hobert (1999)
- Gossip, regia di Colin Nutley (2000)
- Familjehemligheter, regia di Kjell-Åke Andersson (2001)
- Capricciosa, regia di Reza Bagher (2003)
- Tre solar, regia di Richard Hobert (2004)
- The Queen of Sheba's Pearls, regia di Colin Nutley (2004)
- Dopo il matrimonio (Efter brylluppet), regia di Susanne Bier (2006)
- Den man älskar, regia di Åke Sandgren (2007)
- Järnets änglar, regia di Agneta Fagerström-Olsson (2007)
- Angel, regia di Colin Nutley (2008)
- De Gales hus, regia di Eva Isaksen (2008)
- Storm (Sturm), regia di Hans-Christian Schmid (2009)
- Una soluzione razionale (Det enda rationella), regia di Jörgen Bergmark (2009)
- Så olika, regia di Helena Bergström (2009)
- Jägarna 2, regia di Kjell Sundvall (2011)
- Mr. Ove (En man som heter Ove), regia di Hannes Holm (2015)
- La donna leone (Løvekvinnen), regia di Vibeke Idsøe (2016)
- Downsizing - Vivere alla grande (Downsizing), regia di Alexander Payne (2017)
- La spia (Spionen), regia di Jens Jønsson (2019)

### Televisione
- Sunes jul - serie TV, episodio 1x18 (1991)
- Blueprint - Doppio movente (Blueprint), regia di Rickard Petrelius - miniserie TV (1992)
- Kejsarn av Portugallien, regia di Lars Molin - film TV (1994)
- Mördare utan ansikte, regia di Per Berglund - miniserie TV (1995)
- Hundarna i Riga, regia di Per Berglund - film TV (1995)
- Potatishandlaren, regia di Lars Molin - film TV (1996)
- Den vita lejoninnan, regia di Per Berglund- film TV (1996)
- Kvinnan i det låsta rummet, regia di Leif Magnusson - miniserie TV (1998)
- Villospår, regia di Leif Magnusson - film TV (2001)
- Den 5:e kvinnan, regia di Birger Larsen - miniserie TV (2002)
- Mannen som log, regia di Leif Lindblom - film TV (2003)
- Steget efter, regia di Birger Larsen - film TV (2005)
- Möbelhandlarens dotter, regia di John Olsson - miniserie TV (2006)
- Brandvägg, regia di Lisa Siwe - miniserie TV (2007)
- Pyramiden, regia di Daniel Lind Lagerlöf - film TV (2007)
- Ellas Geheimnis, regia di Rainer Kaufmann - film TV (2009)
- Kennedys Hirn, regia di Urs Egger - film TV (2010)
- Bella Block - serie TV, episodio 1x29 (2010)
- Den fördömde - serie TV, episodi 1x01, 1x02 (2010)
- Dag - serie TV, 7 episodi (2011)
- En pilgrims död, regia di Kristoffer Nyholm e Kristian Petri – miniserie TV, 4 puntate (2013)
- The Investigation (Efterforskningen) – miniserie TV, 6 puntate (2020)

## Doppiatori italiani
Nelle versioni in italiano dei suoi film, Rolf Lassgård è stato doppiato da: 
- Stefano De Sando in Una soluzione razionale[2]
- Paolo Marchese in Dopo il matrimonio[3]
- Massimo Lopez in Mr. Ove
- Ambrogio Colombo in Downsizing - Vivere alla grande
- Teo Bellia in La spia

## Riconoscimenti
- Guldbagge
  - 1992 - Candidatura a migliore attore per Önskas
  - 1993 - Migliore attore per Min store tjocke far
  - 1997 - Candidatura a migliore attore per Jägarna
  - 1999 - Candidatura a migliore attore per Sotto il sole (Under solen)